# Železniční trať Kowŏn – Pchjŏnggang
Železniční trať Kowŏn – Pchjŏnggang místně zvaná Kangwonská železnice (강원선 – Kangwŏn sŏn) je 145 kilometrů dlouhá železniční trať v Severní Koreji. Z Kowŏnu ležícího v provincii Jižní Hamgjong, kde se odpojuje od páteřní železniční tratě Pchjongjang – Rason, vede na jih do provincie Kangwon, kde končí v okrese Pchjŏnggang, neboť pokračující trať do Jižní Koreje je od Korejské války v padesátých letech dvacátého století mimo provoz. Železničními uzly na trase jsou:
- Rjongdam, kde se odpojuje trať do Čchŏnnä
- Okpchjŏng (v Munčchonu), kde se odpojuje trať do přístavu Koam
- Tŏgwŏn (ve Wonsanu), kde se odpojuje trať do Segilu
- Kalma (ve Wonsanu), kde se odpojuje trať do Wonsanského přístavu
- Sepcho, kde se odpojuje trať do Pchjŏngsanu